# بالبینوس
| ماکسیمینوس ترکس                                     |
| گوردیان یکم و گوردیان دوم                           |
| پوپینوس و بالبینوس، به‌طور صوری همراه با گوردیان سوم |
| گوردیان سوم                                         |
| --------------------------------------------------- |

بالبینوس با نام کامل دسیموس کائلیوس کالوینوس بالبینوس (به لاتین: Decimus Caelius Calvinus Balbinus) (زادهٔ در حدود ۱۶۵ - درگذشتهٔ ۲۹ ژوئیه ۲۳۸) به طور مشترک با پوپنیوس به مدت سه ماه در سالی که به سال شش امپراتور معروف شد از ۲۲ آوریل تا ۲۹ ژوئیهٔ ۲۳۸ امپراتور روم بود.

## شورش سال ۲۳۸
در سال ۲۳۸ میلادی شورشی در استان‌های آفریقایی امپراتوری در اعتراض به به سیستم دریافت مالیات و علیه امپراتور وقت ماکسیمینوس تراکس به‌وقوع پیوست. شورشیان گوردیان یکم و پسرش گوردیان دوم را به عنوان امپراتوران جدید روم بر تخت نشاندند و سنای روم نیز آنها را به رسمیت شناخت . اما دیری نگذشت که این شورش توسط فرماندار نومیدیا که از افراد وفادار به امپراتور پیشین بود سرکوب و ماکسیموس همراه با سپاهش به سوی رم روانه شد. سنای روم که موقعیت خود را به خاطر حمایت آشکار از گوردیان‌ها در خطر می‌دید، ابتدا ادارهٔ دولت را به ۲۰ نفر از سناتورها واگذار کرد که یکی از آنها اشراف‌زاده‌ای بود به نام بالبینوس که سابقهٔ دو بار رسیدن به مقام کنسولی و فرمانداری بخش‌های آسیایی امپراتوری روم را داشت. آنها سپس ماکسیمینوس تراکس را از قدرت خلع و بالبینوس را همراه با پوپینوس به طور مشترک به مقام امپراتوری روم منصوب نمودند.

## امپراتوری مشترک
بالبینوس در ۲۲ آوریل ۲۳۸ با عنوان سزار دسیموس کائلیوس کالوینوس بالبینوس پیوس آگوستوس به طور مشترک با پوپینوس به قدرت رسید. پوپینوس که پیشتر بخشدار یکی از شهرها بود به شدت مورد نفرت مردم رم قرار داشت و همین امر سبب بروز ناآرامی‌ها و درگیری‌هایی در سطح شهر شد و مردم سنا را به محاصرهٔ خود درآوردند. سناتورها برای آرام کردن اوضاع و باتوجه به آن‌که می‌دانستند گروهی از رمی‌ها نسبت به گوردیان سوم (نوهٔ گوردیان یکم) علاقه نشان می‌دهند، گوردیان سوم نوجوان را نیز انتخاب و به او لقب سزار را اعطا نمودند.
پس از آن بالبینوس برای کنترل اوضاع در شهر ماند و پوپینوس به عنوان فرماندهٔ سپاه برای مقابله با ماکسیمینوس تراکس رفت. با کشته‌شدن ماکسیمینوس به دست سربازان خود، پوپینوس پیروزمندانه به رم بازگشت.

## درگذشت
بالبینوس که می‌ترسید پوپینوس قصد براندازی او و به دست گرفتن کامل قدرت را در سر داشته باشد پس از بازگشت او به مشاجره با پوپنیوس می‌پرداخت و همین امر سبب شد تا آنها کاخ‌های خود را از یکدیگر جدا سازند. با این حال در سومین ماه از دوران امپراتوری مشترک آن دو، پرتورینها که همواره از این انتصاب سناتوری خشمگین بودند و یاد سرباز-امپراتور ماکسیمینوس را گرامی می‌داشتند فرصتی برای انتقام یافتند. آنها در ۲۹ ژوئیه ۲۳۸ به کاخ امپراتوری یورش برده و بالبینوس و پوپینوس را به قتل رساندند.